# Gemelli-ziekenhuis
Het Gemelli-ziekenhuis (Italiaans: Policlinico Universitario Agostino Gemelli) is een academisch ziekenhuis in Rome. 
Het ziekenhuis maakt deel uit van de Faculteit Geneeskunde en Chirurgie van de Università Cattolica del Sacro Cuore en werd op 10 juli 1964 door Paus Paulus VI geopend. Het behoort tot de topziekenhuizen van Italië. Gemelli is het grootste ziekenhuis in Rome en het op één na grootste ziekenhuis in Italië. De Policlinico Gemelli wordt ook wel eens aangeduid als het ziekenhuis van de paus. Op de tiende verdieping bevindt zich een afdeling die exclusief is gereserveerd voor pausen.